# Marijana Batinić
Marijana Batinić (Split, 18. veljače 1981.) hrvatska je televizijska voditeljica. Poznata je po svom angažmanu u RTL-ovim emisijama Ljubav je na selu, Život na vagi i Tko će ga znati.

## Životopis
Batinić je rođena je 1981. godine u Splitu. Godine 2008. diplomirala je pravo na Pravnom fakultetu.

## Karijera
Karijeru je započela početkom 2000-ih godina kao voditeljica emisije Po ure torture. Vodila je i podcast emisije Sexpresso i MaPet Show. Od 2011. godine do danas radi kao televizijska voditeljica na brojnim RTL-ovim emisijama. Vodila je, između ostalog, deset sezona emisije Ljubav je na selu, a danas i dalje vodi Život na vagi.

## Filmografija

### Televizija
| Godina        | Naslov                   | Uloga                                          | Izvor             |
| ------------- | ------------------------ | ---------------------------------------------- | ----------------- |
| 2000. – 2005. | Po ure torture           | voditeljica                                    | [ 3 ] [ 9 ]       |
| 2008.         | Zvijezde pjevaju         | natjecateljica 2. sezone                       | [ 10 ]            |
| 2011. – 2020. | Ljubav je na selu        | voditeljica 3.–12. sezone                      | [ 5 ] [ 6 ] [ 7 ] |
| 2011.         | Studio 45                | gost                                           |                   |
| 2012.         | Survivor: Kostarika      | voditeljica                                    | [ 11 ]            |
| 2013. – 2014. | Tko će ga znati          | voditeljica                                    | [ 12 ]            |
| 2016.         | Big Brother 8            | voditeljica 6. sezone                          | [ 13 ]            |
| 2017.         | Samo nebo zna            | voditeljica                                    |                   |
| 2017. – danas | Život na vagi            | voditeljica 1.–4. i 6.–7. sezone               | [ 8 ]             |
| 2021.         | Gradi(ona)               | gost u 7. epizodi 1. sezone                    | [ 14 ]            |
| 2022.         | Tri, dva, jedan – kuhaj! | voditeljica 9. sezone                          | [ 15 ]            |
| 2022.         | Masked Singer            | natjecateljica 1. sezone kao "Licitarsko srce" | [ 16 ]            |

### Podcasti
| Godina        | Naslov     | Uloga       | Izvor        |
| ------------- | ---------- | ----------- | ------------ |
| 2007. – 2009. | Sexpresso  | voditeljica | [ 1 ] [ 17 ] |
| 2013.         | MaPet Show | voditeljica | [ 1 ] [ 4 ]  |